# Tasata
Tasata es un género de arañas araneomorfas de la familia Anyphaenidae. Se encuentra en Sudamérica.

## Especies
Según The World Spider Catalog 12.0:
- Tasata centralis Ramírez, 2003
- Tasata chiloensis Ramírez, 2003
- Tasata frenata (Mello-Leitão, 1947)
- Tasata fuscotaeniata (Keyserling, 1891)
- Tasata nova (Mello-Leitão, 1922)
- Tasata parcepunctata Simon, 1903
- Tasata punctata (Keyserling, 1891)
- Tasata quinquenotata (Simon, 1897)
- Tasata reticulata (Mello-Leitão, 1943)
- Tasata taim Ramírez, 2003
- Tasata taperae (Mello-Leitão, 1929)
- Tasata tigris Mello-Leitão, 1941
- Tasata tripunctata (Mello-Leitão, 1941)
- Tasata tullgreni Roewer, 1951
- Tasata unipunctata (Simon, 1897)
- Tasata variolosa Mello-Leitão, 1943